# Alemania Central
Alemania Central (en alemán Mitteldeutschland) es una región económica y cultural de Alemania. Sus límites exactos dependen del contexto, pero normalmente comprende los estados federados de Sajonia, Turingia y Sajonia-Anhalt, los tres estados que en 1991 fundaron la emisora pública regional Mitteldeutscher Rundfunk ("Radiodifusión de Alemania Central"), miembro de la ARD. En otras ocasiones esta denominación hace referencia en concreto a la región metropolitana de Leipzig y Halle.
La denominación se remonta a la época del Imperio Alemán, cuando la región se ubicaba aproximadamente en el centro del país. Desde que los territorios orientales del Imperio Alemán pasaron a formar parte de Polonia y Rusia tras la Segunda Guerra Mundial, el territorio denominado "Alemania Central" se localiza más bien al este del centro del país, pero el nombre se sigue empleando hoy en día. De hecho, aunque la mayoría de los métodos para determinar el centro geográfico de Alemania resultan en un punto perteneciente al área conocida como "Alemania Central" (por ejemplo Niederdorla, en el oeste de Turingia), esta área también comprende Görlitz, que es la ciudad más oriental de Alemania, en la frontera con Polonia.
Durante la Guerra Fría, Alemania Occidental empleaba la denominación "Mitteldeutschland" para referirse a la República Democrática Alemana (RDA), ya que la RDA estaba en entre la RFA y los antiguos territorios alemanes al este de la línea Óder-Neisse.

## Geografía
En Alemania Central hay varias zonas montañosas. Al oeste se encuentra el macizo del Harz, al suroeste el Bosque de Turingia y la Selva de Franconia y al sureste los Montes Metálicos. Al norte, la zona es más llana y es atravesada por los ríos Elba, Saale, Mulde y Elster Negro.

## Lingüística
En la región se hablan dialectos del alemán central, limitados al norte por la línea de Benrath y al sur por la línea de Espira.